# Sloboština (Bresztovác)
Sloboština (régi magyar neve Szabadfalu) falu Horvátországban Pozsega-Szlavónia megyében. Közigazgatásilag Bresztováchoz tartozik.

## Fekvése
Pozsegától légvonalban 13, közúton 18 km-re, községközpontjától légvonalban 9, közúton 11 km-re északnyugatra, Szlavónia középső részén, az Orljava bal partján, Crljenci, Pasikovci és Milivojevci között fekszik.

## Története
Az itt talált régészeti leletek alapján területe már a kőkorszakban lakott volt. A Pasikovci-Sloboština úttól mintegy 100 méterre délre az Orljava keleti partján fekvő szántóföldön cserépedények töredékei és kőszerszámok kerültek elő. A leleteket jellegzetességeik alapján a szakemberek a középső neolitikum végén virágzott Sopot-kultúrához sorolták.
Sloboštinát a középkorban már 1435-ben és 1470-ben is nemesi birtokként, a velikei uradalom részeként említik az írásos források. Régi magyar neve Szabadfalu volt. 1435-ben „Poss. Zabadfalw in fine (oppidi) Welyke existens” alakban szerepel először írásos forrásban. A török uralom idején nagyjából azonos számú (1650-ben a török defter szerint 3-3 ház) keresztény és muzulmán lakossága volt, majd Boszniából érkezett pravoszláv vlachok telepedtek meg itt. 1698-ban „Szlobostina” néven 6 portával szerepel a török uralom alól felszabadított szlavóniai települések összeírásában. Az első katonai felmérés térképén „Dorf Szlobostina” néven látható. Lipszky János 1808-ban Budán kiadott repertóriumában „Szlobostina” néven szerepel. Nagy Lajos 1829-ben kiadott művében „Szlobosztina” néven 22 házzal és 190 ortodox vallású lakossal találjuk. 1857-ben 187, 1910-ben 328 lakosa volt. 1910-ben a népszámlálás adatai szerint lakosságának 96%-a szerb anyanyelvű volt. Pozsega vármegye Pozsegai járásának része volt. Az első világháború után 1918-ban az új szerb-horvát-szlovén állam, majd később (1929-ben) Jugoszlávia része lett. 1991-ben teljes lakosságának 83%-a szerb, 13%-a horvát nemzetiségű volt. 2011-ben 18 lakosa volt.

## Lakossága
| Lakosság változása | Lakosság változása | Lakosság változása | Lakosság változása | Lakosság változása | Lakosság változása | Lakosság változása | Lakosság változása | Lakosság változása | Lakosság változása | Lakosság változása | Lakosság változása | Lakosság változása | Lakosság változása | Lakosság változása | Lakosság változása |
| ------------------ | ------------------ | ------------------ | ------------------ | ------------------ | ------------------ | ------------------ | ------------------ | ------------------ | ------------------ | ------------------ | ------------------ | ------------------ | ------------------ | ------------------ | ------------------ |
| 1857               | 1869               | 1880               | 1890               | 1900               | 1910               | 1921               | 1931               | 1948               | 1953               | 1961               | 1971               | 1981               | 1991               | 2001               | 2011               |
| 187                | 212                | 190                | 231                | 284                | 328                | 292                | 290                | 213                | 228                | 206                | 155                | 100                | 83                 | 14                 | 18                 |

## Nevezetességei
Szent Miklós tiszteletére szentelt pravoszláv templomát a második világháború idején lerombolták. A 18. század végén épített templom körítőfalai a tetőpárkány magasságáig állnak. A templom egyhajós épület volt, félköríves apszissal és a főhomlokzat feletti harangtoronnyal. A templomkertben a német megszálló erők az usztasákkal együtt 1942. augusztus 16-án a Pozsega környékéről és a Kozara vidékéről származó több mint ezer civil menekült lemészárlását hajtottak végre, majd a templomot felgyújtották. Az áldozatokat a faluban öt kútba dobták, amelyek közül a két legnagyobbat, melyek a templom mögött találhatók, a második világháború után mementóként őrizték meg. 1951-ben emlékművet állítottak fel itt a fasizmus áldozatainak emlékére, melyen Jovan Jovanović Zmaj verse olvasható.